# Maartenscollege (Haren)

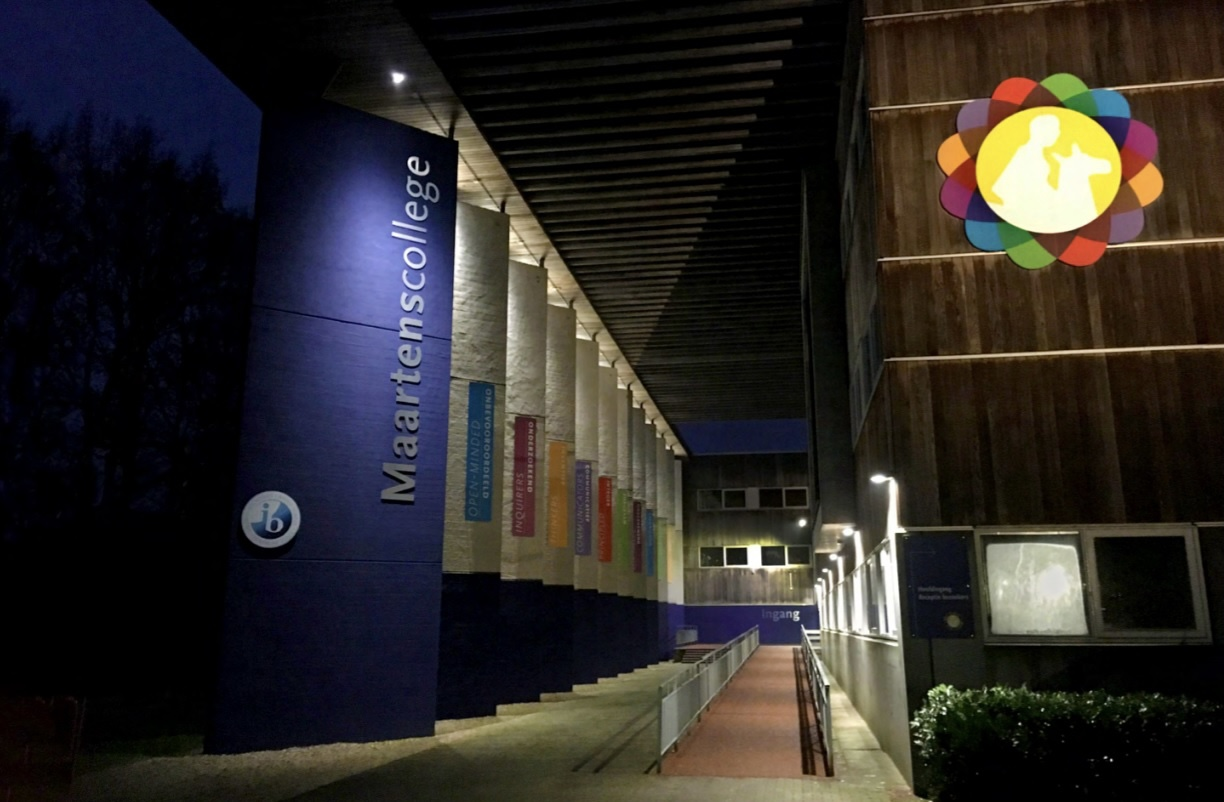
De entree van het Maartenscollege bij avond in 2021

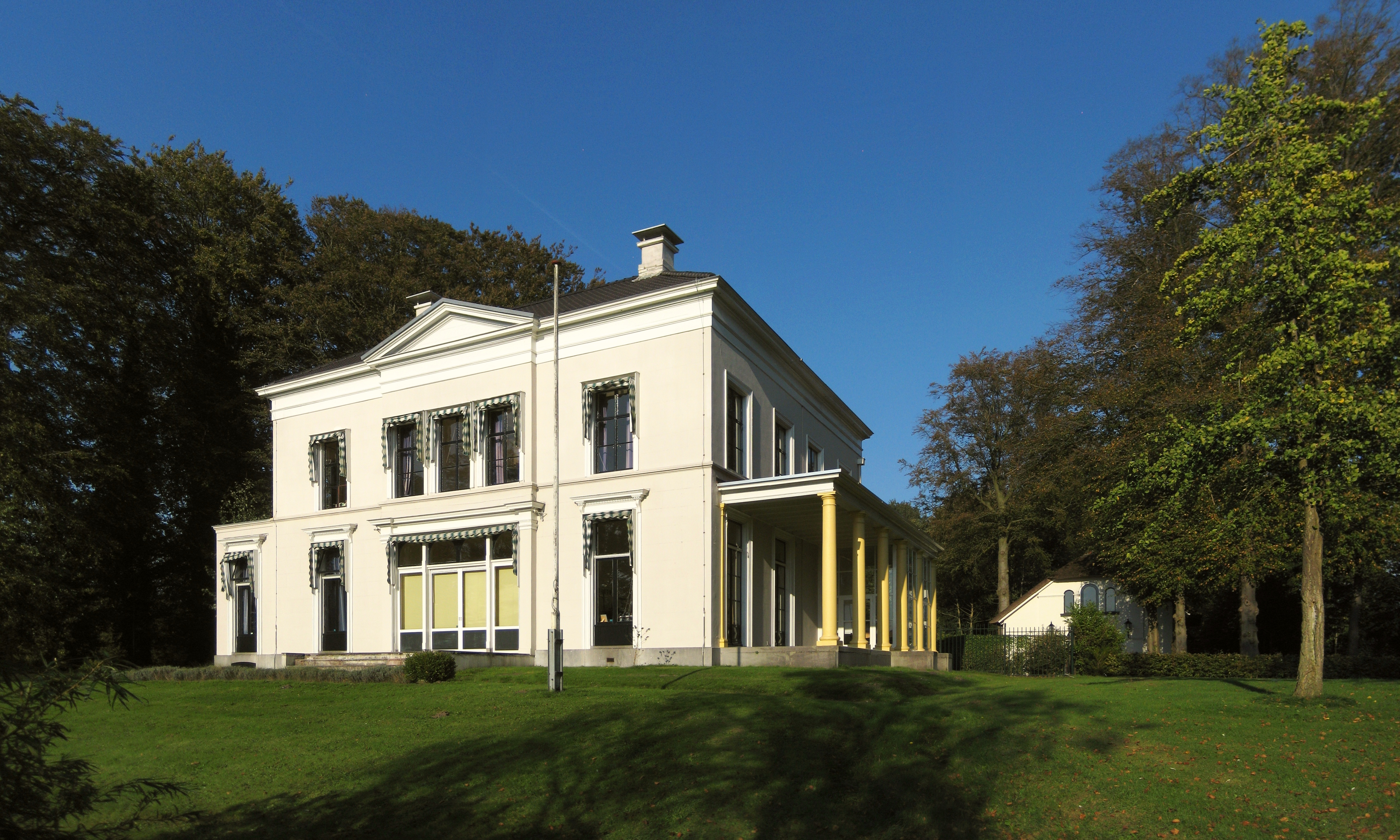
De villa aan de Rijksstraatweg in 2011

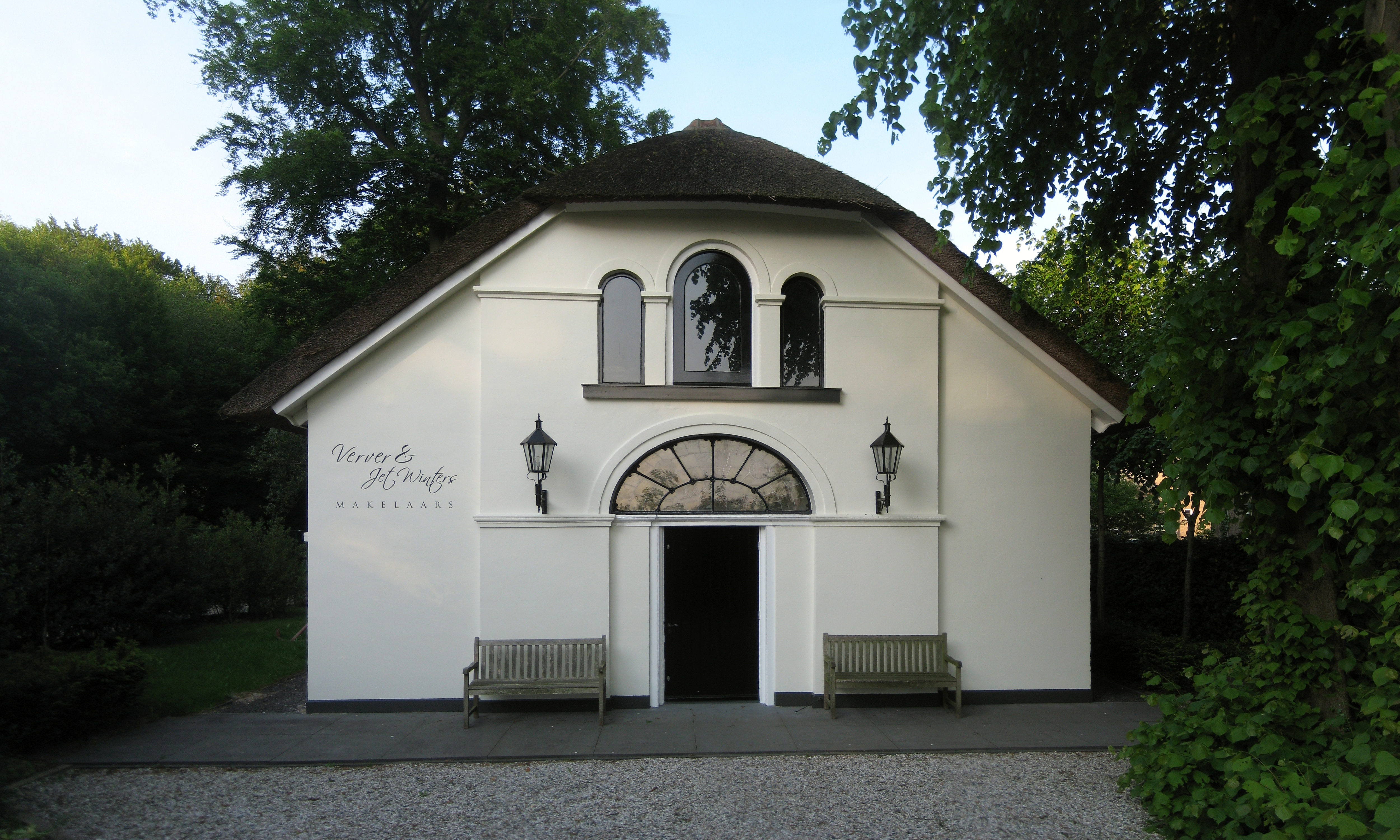
De voormalige kapel in 2013

Het Maartenscollege is een middelbare school in Haren (Groningen). De school is verbonden aan de Stichting Carmelcollege en is tevens onderdeel van IB World Schools. Het Maartenscollege biedt tweetalig onderwijs op mavo-, havo- en vwo-niveau. 

## Geschiedenis

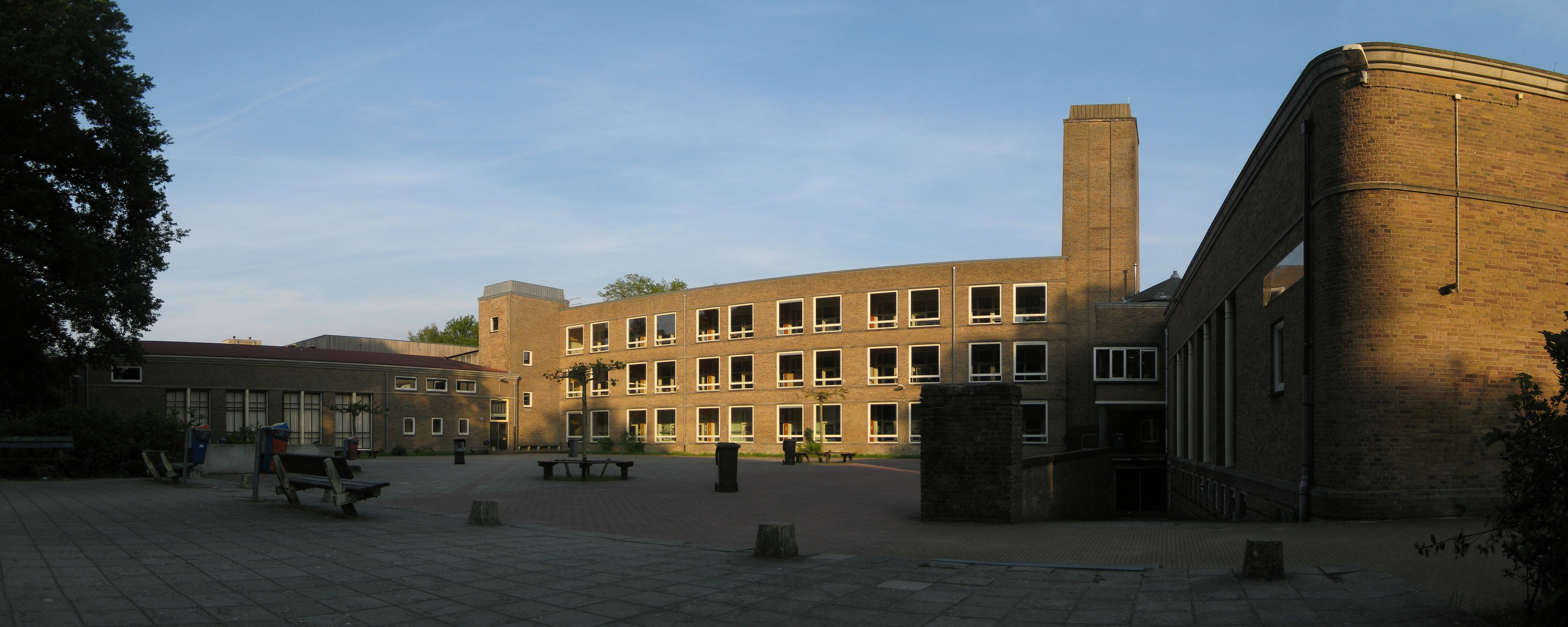
De oudbouw van het Maartenscollege in 2013. Het schoolgebouw, een ontwerp van de architecten Cees Pouderoyen en H.C.Th. Muller, werd op 5 oktober 1960 officieel in gebruik genomen.

### Katholieke periode
De school, oorspronkelijk het Sint-Maartenscollege, is gesticht in 1946 als katholieke school. Het was een Jezuïetenschool waar in de jaren 1959-1969 een in Harendermolen gelegen kleinseminarie aan verbonden was, het Liudgerconvict. 

### Scholengemeenschap
Na de fusie in 1992 met de katholieke mavo Sint-Martinus uit de Groningse Rivierenbuurt (samenwerking tussen de huishoud-/nijverheidsschool Sint Bernadette en de Sint Willibrordus-mavo) en de Protestants-Christelijke mavo De Schalm uit Haren werd het een interconfessionele scholengemeenschap voor vmbo-t, havo, atheneum en gymnasium. Het voorvoegsel 'Sint-' werd bij de fusie in 1992 verwijderd.

### Internationaal onderwijs
De school beschikt al lange tijd over een afdeling Tweetalig Onderwijs (TTO) op vwo-niveau. Sinds 2020 is dat uitgebreid naar alle niveaus en kan men op het Maartenscollege kiezen voor tweetalig mavo, havo en vwo-onderwijs. Sinds het schooljaar 2005-2006 is de internationale afdeling, die eerst een onderdeel van het Maartenscollege was, zelfstandig geworden en staat nu bekend als International School Groningen. De twee scholen zitten sinds 2020 wel weer bij elkaar in hetzelfde gebouw en delen diverse faciliteiten. Ook wordt er tijdens projecten soms samengewerkt, wat past bij het internationale, tweetalige karakter van de school.

### Campus
Het Maartenscollege is gevestigd op een campus tussen de Rijksstraatweg, waaraan een kenmerkende herenvilla staat, en de Hemmenlaan, waar de hoofdingang zich bevindt. Het complex omvat meerdere gebouwen en is omringd met veel groen. Naast de school liggen de kleine kapel en de Esserhoeve, de voormalige woning van de op het Sint-Maartenscollege werkzame paters. Met het vertrek van de laatste paters is de kapel tezamen met de Esserhoeve verkocht in de jaren 1990. In 1999 werd het gebouw van het college in Haren uitgebreid, waardoor de school nu op één locatie is gevestigd. Daarvoor was er onder meer een nevenvestiging in Groningen. Inmiddels is de campus het internationale scholencentrum van de stad Groningen. Op het terrein zijn de Groningse Schoolvereniging (GSV, de tweetalige en internationale afdeling), de International School Groningen en het Maartenscollege gevestigd, die allen nauw met elkaar samenwerken. De villa aan de Rijksstraatweg wordt gebruikt om leerlingen een prikkelarme studieruimte te bieden en er worden extra lessen gegeven voor leerlingen die hoogbegaafd zijn.

## Schoolreizen
De school verzorgt meerdere reizen, waaronder reizen naar Berlijn, Parijs, Praag, het Verenigd Koninkrijk, Taizé en een skireis. Deze skireis wordt al sinds 1986 georganiseerd en gaat elk jaar naar het Oostenrijkse Neukirchen am Großvenediger. In 2007, het jubileumjaar, is het Maartenscollege in Neukirchen gehuldigd door de burgemeester, omdat ze voor de 20e keer in Neukirchen kwamen.

## Sport
Het Maartenscollege is altijd een sportieve school geweest. In het verleden had de school een eigen voetbalclub, VMC, in de jaren 50 gefuseerd tot Amicitia VMC. Ook de niet meer bestaande Hockeyclub HMC van het Maartenscollege is meermaals Noordelijk kampioen geweest.

## Diversen
Bekende (oud-)leerlingen:
- Alex Brenninkmeijer (1951–2022), Nationale ombudsman;
- Marc Calon (1959), PvdA-politicus;
- Rob van Dam (1954), stemacteur;
- Erick van Egeraat (1956), architect;
- Hans van den Hende (1964), bisschop;
- Francine Houben (1955), architect;
- Arjen Lubach (1979), schrijver en cabaretier;
- Daan Schuurmans (1972), acteur;
- Tom Snijders (1949), hoogleraar;
- Willem Vermeend (1948), politicus;
- Egbert-Jan Weeber (1981), acteur;
- Driek van Wissen (1943–2010), dichter;
- Rob Bauer (1962), militair leider;
- Femke Wolthuis (1966), tv-bekendheid.

Bekende (oud-)docenten:
- Dries van den Akker (1945-2022), docent godsdienst;
- Ron Jans (1958), voetbalcoach.